# Cirrhilabrus earlei
Cirrhilabrus earlei Randall & Pyle, 2001 è un pesce d'acqua salata appartenente alla famiglia Labridae.

## Distribuzione e habitat
Proviene dalle barriere coralline di Palau, nell'oceano Pacifico. Vive nelle zone con substrato ricco di sabbia e detriti a una profondità che varia dai 55 ai 92 m.

## Descrizione
Presenta un corpo compresso lateralmente, non particolarmente alto né allungato, con la testa dal profilo abbastanza arrotondato. La pinna dorsale e la pinna anale sono basse e lunghe, trasparenti, mentre la pinna caudale non è biforcuta. Non supera i 7 cm.
La sua livrea è appariscente, il suo corpo è prevalentemente rosa-violaceo con delle sottili striature orizzontali viola nettamente più scure. Sull'opercolo è presente una macchia arancione, mentre tra gli occhi è presente una fascia rossa che continua poi sul dorso. La testa è viola, ma più scura del resto del corpo.

## Riproduzione
È oviparo e la fecondazione è esterna. Non ci sono cure verso le uova.

## Conservazione
Questa specie, scoperta di recente, viene a volte catturata per essere tenuta in acquari, ma per ora non è molto comune in essi e non viene pescata molto frequentemente, quindi la lista rossa IUCN classifica questa specie, presente in alcune aree marine protette, come "a rischio minimo" (LC).